# 주니어스 매슈스
주니어스 매슈스(Junius Matthews, 1890년 6월 12일 ~ 1978년 1월 18일)는 미국의 배우, 성우, 텔레비전 배우이다.
시카고에서 태어났으며 로스앤젤레스에서 사망하였다. 포리스트 론 메모리얼 파크에 매장되었다.

## 영화
- 곰돌이 푸의 모험 (1977년)
- 곰돌이 푸 2 - 폭풍우 치던 날 (1968년)
- 아더왕 이야기 (1963년)
- 라인업 (1958년)
- 굿모닝 미스 도브 (1955년)
- 쇼킹 미스 필그림 (1947년)
- 위드아웃 레저베이션스 (1946년) - 포터 역